# Abadir

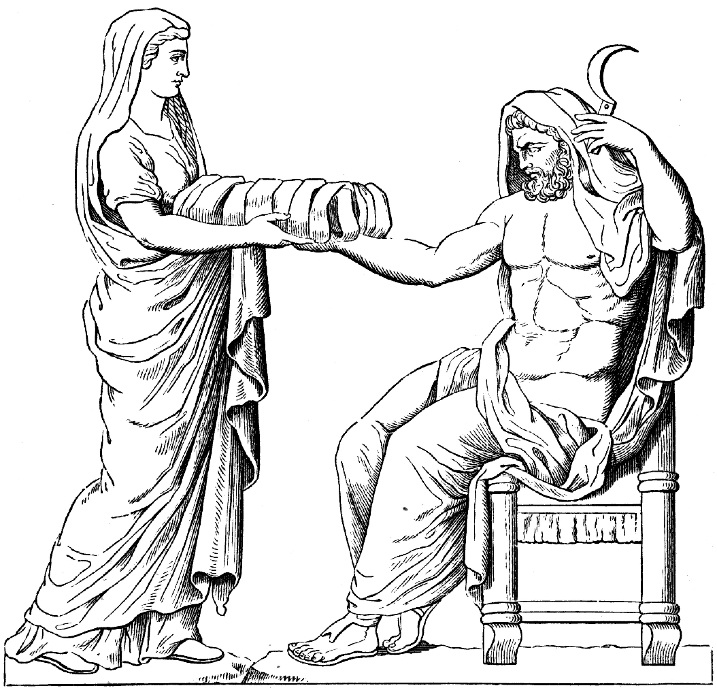
Rhea ger Kronos den inlindande stenen

Abadir var i den grekiska mytologin, den inlindade sten som Rhea lurade Kronos att tro var Zeus eftersom Kronos brukade äta upp sina barn när de hade fötts. Den var behandlad med grädde och honung för att lättare slinka ner. Stenen benämns även som baetylus.